# Bécancour (regionale Grafschaftsgemeinde)
Bécancour ist eine regionale Grafschaftsgemeinde (französisch municipalité régionale de comté, MRC) in der kanadischen Provinz Québec.
Sie liegt in der Verwaltungsregion Centre-du-Québec und besteht aus zwölf untergeordneten Verwaltungseinheiten (eine Stadt, acht Gemeinden und drei Sprengel). Die MRC wurde am 1. Januar 1982 gegründet. Der Hauptort ist Bécancour. Die Einwohnerzahl beträgt 20.404 (Stand: 2016) und die Fläche 1.144,67 km², was einer Bevölkerungsdichte von 17,8 Einwohnern je km² entspricht.

## Gliederung
Stadt (ville)
- Bécancour

Gemeinde (municipalité)
- Deschaillons-sur-Saint-Laurent
- Fortierville
- Lemieux
- Manseau
- Sainte-Françoise
- Sainte-Marie-de-Blandford
- Saint-Pierre-les-Becquets
- Saint-Sylvère

Sprengel (municipalité de paroisse)
- Parisville
- Sainte-Cécile-de-Lévrard
- Sainte-Sophie-de-Lévrard

Auf dem Gebiet der MRC Bécancour liegt auch das Indianerreservat Wôlinak, das jedoch autonom verwaltet wird und eine Enklave bildet.

## Angrenzende MRC und vergleichbare Gebiete
- Les Chenaux
- Portneuf
- Lotbinière
- L’Érable
- Arthabaska
- Nicolet-Yamaska
- Trois-Rivières